# María Luisa Mendel von Wallersee
La condesa María Luisa Larisch von Moennich (también conocida como condesa María Luisa Larisch-Wallersee o condesa María Larisch) (24 de febrero de 1858 - 4 de julio de 1940) fue sobrina y confidente de la emperatriz Isabel de Austria. Se convirtió en la intermediaria entre su primo, el príncipe heredero Rodolfo y su amante, la baronesa María Vetsera, una amiga suya. El escándalo conocido como la Tragedia de Mayerling estalló en 1889 al descubrir los cuerpos sin vida de los dos amantes en el pabellón de caza de Rodolfo en Mayerling. Con la revelación de su papel en esto, la reputación de la condesa quedó manchada, siendo rechazada en particular por la emperatriz y el resto de la familia imperial. Como consecuencia, la sociedad también la rechazó. Más tarde, fue nominalmente la autora de una serie de libros escritos con rumores y secretos sobre la casa imperial.

## Biografía

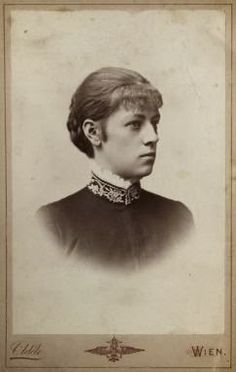
Condesa María Larisch von Moennich

La condesa nació siendo hija ilegítima de la actriz Enriqueta Mendel, más tarde baronesa von Wallersee (1833-1891). Su padre fue Luis Guillermo (1831–1920), hijo mayor del duque Maximiliano José de Baviera y de la princesa Ludovica de Baviera, teniendo el título de duque en Baviera (en alemán: Herzog in Bayern). Se le dirigía como "Su Alteza Real", como miembro de la rama cadete de la casa de Wittelsbach en Baviera. Luis era primo hermano del rey Maximiliano II de Baviera y también del emperador Francisco José I de Austria, cuya madre, la princesa Sofía de Baviera, era hija de Maximiliano I. Una de las hermanas menores de Luis, Isabel, se casó con el emperador Francisco José y otra, María Sofía, se casó con Francisco II de las Dos Sicilias justo antes de convertirse en rey. Sin embargo, su padre renunció, el 9 de marzo de 1859, a sus derechos como primogénito, y Enriqueta  Mendel fue convertida en baronesa de Wallersee (Freifrau von Wallersee) el 19 de mayo de 1859 en preparación para su matrimonio morganático el 28 de mayo de 1859 en Augsburgo. Desde el 28 de mayo de 1859, María fue, por tanto, una baronesa de Wallersee (Freiin von Wallersee).
María se convirtió en dama de compañía de su tía, la emperatriz Isabel de Austria, siendo seleccionada en parte por sus habilidades a caballo. El 20 de octubre de 1877 en el palacio de Gödöllő, en Hungría, se casó con el conde Jorge Larisch de Moennich, barón de Ellgoth y Karwin (1855–1928). El matrimonio había sido arreglado por la emperatriz. María tuvo cinco hijos durante este matrimonio, aunque solo los dos primeros fueron engendrados indiscutiblemente por su esposo: su primogénito fue el oceanógrafo Francisco José Luis Jorge María, conde Larisch de Moennich y barón de Ellgoth y Karwin (1878-1937), seguido por María Valeria (1879-1915), María Enriqueta (1884-1907), Jorge (1886-1909) y Federico Carlos (1894-1929). Como la condesa siempre estaba necesitada de más dinero del que le daba su esposo, su primo, el príncipe heredero Rodolfo, pagaba sus cuentas por ella, por lo que dependía de sus deseos. Su relación con la familia imperial se hizo añicos cuando el príncipe heredero Rodolfo disparó a su amante, la baronesa María Vetsera y se suicidó el 30 de enero de 1889, un escándalo conocido como la tragedia de Mayerling. Posteriormente se reveló que María Larisch había actuado como intermediaria entre Rodolfo y María Vetsera. Su tía, la emperatriz Isabel, no le dio ninguna posibilidad de explicación o rehabilitación. Siguiendo el ejemplo de la corte imperial, la nobleza no quiso tener más contacto con María y ello no tuvo más remedio que trasladarse a Baviera.

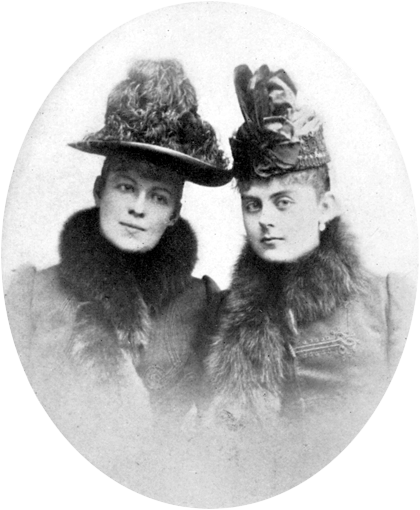
La condesa María Luisa Mendel con la baronesa María Vetsera

Después de divorciarse del conde Larisch el 3 de diciembre de 1896, se casó con el músico Otto Brucks (1854–1914) en Munich el 15 de mayo de 1897: 239 . Tuvieron un hijo, Otto (1899–1977). Pero a su nuevo esposo, anteriormente un famoso cantante de ópera, ya no le ofrecían compromisos debido a su asociación con "esa condesa Larisch" y se volvió dependiente del alcohol. A partir de 1898, María comenzó a escribir sobre su época con la emperatriz y otros parientes imperiales y reales. La casa imperial le pagó una gran cantidad de "dinero secreto" para que no publicara sus memorias. En 1906 su esposo se convirtió en director del teatro de Metz. María Luisa siempre quiso publicar su rehabilitación, pero fue traicionada por periodistas y editores. En 1913 publicó sus memorias, My Past, a pesar de su contrato con la casa imperial. Más tarde publicó otras obras escritas por escritores fantasma que son de hecho poco confiables.
Durante la Primera Guerra Mundial trabajó en el frente como enfermera. En 1921 se retrató a sí misma en una película muda sobre la emperatriz Isabel. En 1924, en Nueva York, se publicó un artículo en el que se afirmaba que se casaría con cualquiera que le pagara a ella y a su hijo la tarifa a Estados Unidos. El 2 de septiembre de 1924 en Elizabeth, Nueva Jersey, se casó con el naturópata Guillermo H. Meyers (1859-1930). Vivían en Florida, hasta que finalmente ella lo abandonó en 1926 por maltrató y huyó a Nueva Jersey para trabajar como empleada doméstica. Regresó a Alemania en 1929.
María murió muy pobre en 1940 en un hogar de ancianos en Augsburgo y fue enterrada en el Ostfriedhof en Múnich junto a su padre y su hijo Francisco José. 
Después de su muerte, su habitación fue ocupada por oficiales de la Gestapo los cuales registraron y confiscaron sus manuscritos. 
Su deseo de tener una lápida con su apellido de soltera no fue concedido. Su tumba permaneció en el anonimato durante muchas décadas y no fue cuidada. No fue hasta 2012 que su tumba recibió una simple cruz de madera con una pequeña placa con el nombre. (Tumba M-li-251/253)
María se reunió y conversó con el poeta T. S. Eliot, y parte de su conversación llegó a su poema de época La tierra baldía.

Y cuando éramos niños, quedándonos con el archiduque,
Mi primo, me llevó en un trineo,
Y estaba asustado. Él dijo, María,
María, agárrate fuerte. Y abajo fuimos.
En las montañas, allí te sientes libre.

Leí, gran parte de la noche, y voy al sur en invierno.
And when we were children, staying at the archduke's,
My cousin's, he took me out on a sled,
And I was frightened. He said, Marie,
Marie, hold on tight.  And down we went.
In the mountains, there you feel free.
I read, much of the night, and go south in the winter.

## Hijos
- Francisco José Luis Jorge María (1878-1937), conde Larisch de Moennich, barón de Ellgoth y Karwin
- María Valeria Francisca Georgina (1879-1915)
- María Enriqueta Alejandra (1884-1907)
- Jorge Enrique María (1886-1909)
- Federico Carlos Luis María (1894-1929)
- Otto Brucks, Jr. (1899-1977)

## Obras
- 1913: My Past[11]
- 1934: Secrets of a Royal House[12]
- 1936: My Royal Relatives. En este trabajo ella reclama ser la hija de María, reina de Dos Sicilias y de un tal "conde Armand de Lavaÿss" cuya identidad no se puede encontrar fuera de las páginas de este libro.[13]